# Hasfalmetszés

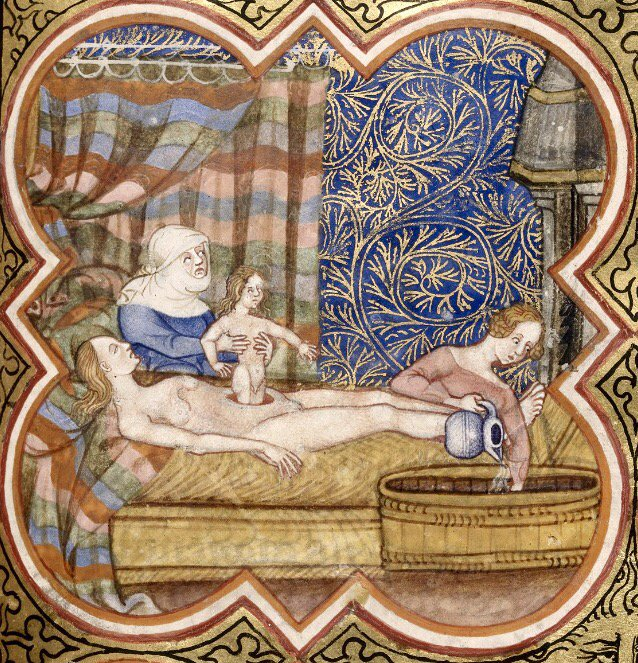
Császármetszés a középkorban

Hasfalmetszésnek nevezzük a hasfal sebészi megnyitását.

## Anatómiai alapok
A hasfal rétegei a középvonaltól oldalra:
- bőr
- az egyenes hasizom hüvelyének (rectus-hüvely) elülső lemeze
- az egyenes hasizom (m. rectus abdominis) hátsó lemeze
- hashártya (peritoneum)

A középvonalban az egyenes hasizom hiányzik, a hüvely elülső és hátsó lemeze itt kereszteződve összenő (linea alba).

## Metszésvonalak

### A metszések iránya
A metszések iránya lehet hosszanti, haránt (vízszintes) vagy ferde.
Hosszanti metszések
- median
- paramedian
- verticalis transrectalis
- pararectalis

Harántmetszések
- horizontalis transrectalis
- Pfannenstiel

Ferde metszések
- McBurney-féle rácsmetszés
- inguinalis transmuscularis
- paracostalis (Kocher)
- subcostalis

### A metszések és az izmok viszonya
Nem metszik át az izmokat:
- median
- paramedian
- pararectalis

Az izmokat rostjaik mentén választják szét:
- verticalis transrectalis
- Pfannenstiel
- McBurney

Az izmokat átmetszik:
- horizontalis transrectalis
- paracostalis
- inguinalis transmuscularis

## Technikák

### Középvonali hasfalmetszés
A középvonali hasfalmetszés előnye, hogy nem érint izmot, hátránya, hogy a képződő varrat mechanikailag kevésbé ellenálló, mint a középvonal melletti metszésnél.
Zárása három rétegben történik, először a hashártyát, majd a linea albát, végül a bőrt zárjuk.

### Középvonal melletti hasfalmetszés
Technikája: a bőr és az elülső rectus-hüvely metszése után az egyenes hasizmot félrehúzzuk lateral felé (oldalirányba), és így folytatjuk a rectus hátulsó hüvelyének metszését. Végül külön zárjuk a rectus-hüvely két lemezét, így mechanikailag jól terhelhető varrat keletkezik.

### Pfannenstiel-metszés
A bőrt a suprapubicus (szeméremtest fölötti) régióban vízszintesen metsszük át, majd az izmokat függőlegesen futó rostjaik között választjuk szét. Főleg nőgyógyászati műtétekben használják.